# 三系說
三系說，新儒家學說，此說為牟宗三對宋明理學的分類法。牟宗三之所以提出此分類，旨在釐清宋明理學內部的差異，並以此為基礎，分作五峰蕺山系、象山陽明系、伊川朱子系。

## 源起
牟宗三在其代表作《心體與性體》中，將宋明理學劃分為三個主要系統，稱為「三系說」。此分類依據不同學派對心性論的立場以及修養工夫的重點進行區分：

### 五峰蕺山系
此系承襲程明道之思想，以《中庸》《易傳》為主講性體，《論語》《孟子》為主講心體，強調「以心著性」，試圖統合心與性為一體。此系主張儒家經典可視為圓教，於修養上重視主體逆向覺知與實踐體驗。
牟宗三認為，胡五峰先心性分設，以心之形著義，著性而成性。他主張「天命之謂性；性，天下之大本也。」故牟宗三言胡五峰以心著性、盡心成性，以明心性之所以為一圓，此系即回到程明道之一本論。從本體論來說，盡心成性即「盡心者也，故能立天下即大本」，由此確立了心之本體義；而從工夫論來說，即為「識仁之體」，識仁說即為程明道所主張。由此，牟宗三認為此系不論從「逆覺體證」或是「以心著性」，均屬程明道之一系。

### 象山陽明系
此系以王陽明、陸象山為主軸，並以《論語》《孟子》為根本，吸納《中庸》《易傳》而不依其為核心，強調「良知」的直顯與貫通，不多做系統化的理論建構。在修養實踐方面，也強調內在體驗與直覺體悟，屬於逆向工夫一路。

### 伊川朱子系
此系以程伊川和朱熹為主軸，以《大學》為中心，融合《中庸》《易傳》，並發展出一種以「理」為核心的本體論體系。該系將「仁」與「本心」納入理氣結構之中，較重視後天涵養與知識性修養方法，例如「居敬」、「格物致知」等，修行路徑偏向順修之道。
然而，牟宗三認為，以上兩系均屬「縱貫系統」，而此系的心「只存有而不活動」、故屬於「橫攝系統」。由於此系之心屬「氣之心」而非道德本心，且性亦與心相對為二而非本心即理，因此其承傳已偏離程明道、孟子一路。在宋朝時，朱子被卻被奉為官學正宗，且在經教與人文教上均有具大成就和影響，堪稱為孔子以後第一人，故牟宗三又評此系屬別子為宗。